# Jean-Marie Pardessus
Jean-Marie Pardessus (Blois, 11 de agosto de 1772-Vineuil, 27 de mayo de 1853), fue un magistrado, jurista y político francés.

## Biografía

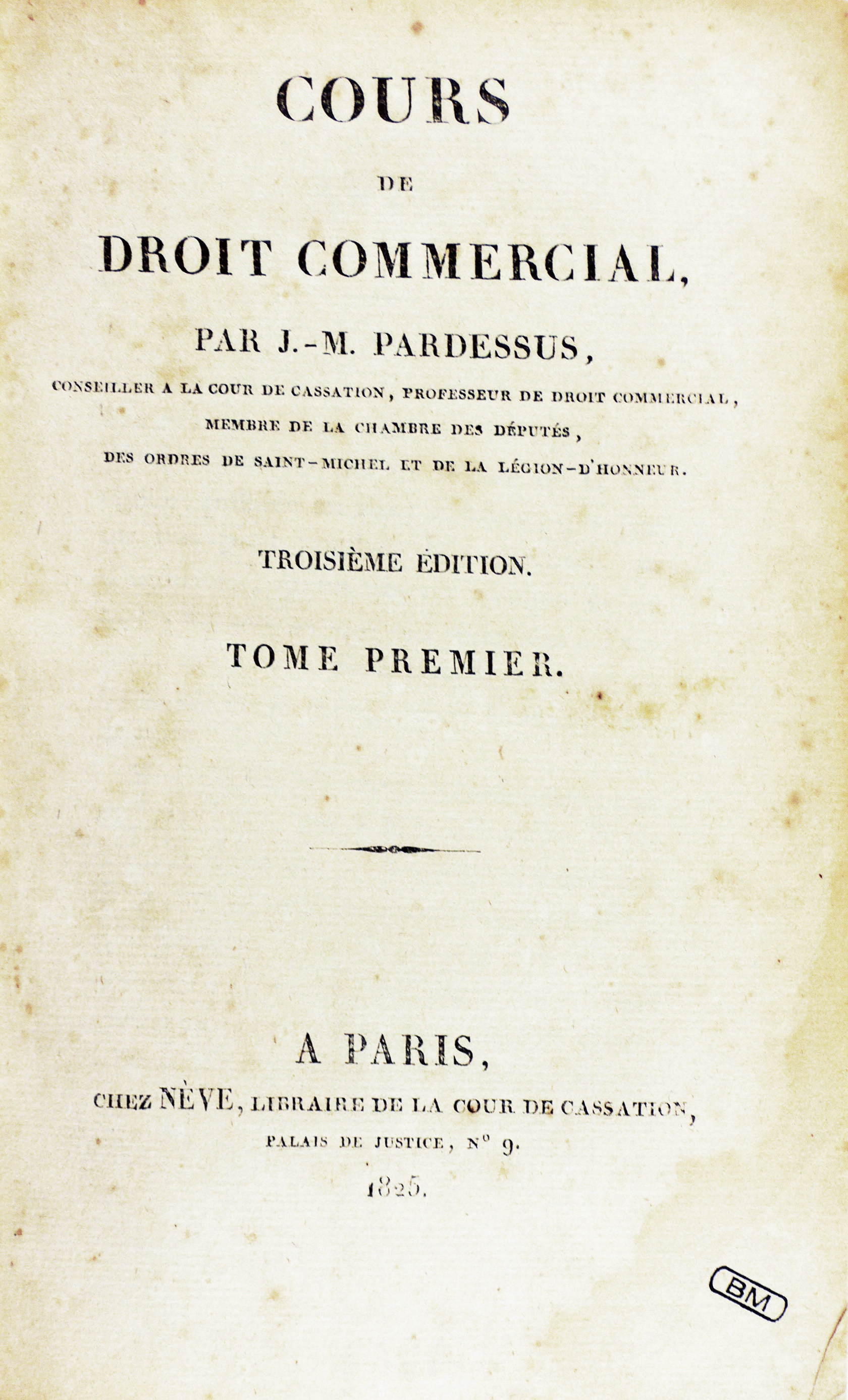
Curso de derecho comercial, 1825.

Miembro de una familia ligada a la antigua monarquía, su hermano fue fusilado en la revuelta de la Vendée en 1793 y su padre encarcelado en Orléans.
Defensor oficioso en su ciudad natal, Blois, de sacerdotes que rechazaron jurar la Constitución Civil del Clero y de emigrés, en el año IX fue el abogado defensor de uno de los acusados en el caso Clément de Ris.
Juez de la corte penal de Loir-et-Cher, alcalde de Blois en 1806, fue elegido, el 18 de febrero de 1807, por el Senado conservador, diputado de este departamento al Cuerpo Legislativo, donde participó en las deliberaciones jurídicas. Tras su éxito en el concurso de agregación, fue nombrado, el 24 de agosto de 1810, profesor de derecho mercantil en la facultad de París, ocupando la cátedra que acababa de crearse.
Habiéndose adherido al regreso de los Borbones, se convirtió, el 22 de agosto de 1815, en diputado del gran colegio de Loir-et-Cher y se situó a la derecha, conservando cierta independencia: «Los votantes de mi departamento me dijeron: Sirve al Rey. No me dijeron lo mismo del ministerio».
Miembro de la comisión del fondo de amortización el 8 de mayo de 1816 y asesor del Tribunal de Casación en 1821, volvió al parlamento el 13 de noviembre de 1820, como diputado del gran colegio de Loir-et-Cher. Fue reelegido sucesivamente por el Gran Colegio de Bouches-du-Rhône el 6 de marzo de 1824, el 24 de noviembre de 1827 y el 3 de julio de 1830. De 1818 a 1820, publicó las Obras de Henri François d'Aguesseau en 16 volúmenes en octavo.
Hizo un comentario elogioso del Código de Comercio de 1829 de España. Dijo de él que «aunque refunfuñen los que se empeñan en pintar a la España cual si estuviese sumida en la barbarie y en la ignorancia, no podemos menos de decir con sinceridad que su nuevo Código Mercantil es mucho más perfecto que todos los que han salido a la luz hasta ahora».
Habiéndose negado, tras la Revolución de Julio de 1830, a prestar juramento al nuevo gobierno de Luis Felipe I de Orleans por lealtad a los Borbones, fue destituido de sus funciones como profesor y asesor del Tribunal de Casación. Luego se ocupó, a título privado, del trabajo sobre legislación e historia.
Murió en 1853 y fue enterrado en el cementerio de Père-Lachaise.